# Hinamatsuri (manga)
Pour l’article homonyme, voir l'article Hina matsuri.
Hinamatsuri (ヒナまつり) est une série de mangas illustrée et scénarisée par Masao Ōtake. Elle est prépubliée dans le magazine Harta d'Enterbrain (anciennement sous le nom de Fellows!), entre juin 2010 et juillet 2020 et totalise dix-neuf volumes tankōbon publiés par Kadokawa. La version française est éditée par Meian depuis le 24 mars 2023.
L'histoire suit celle de Yoshifumi Nitta, un yakuza, qui finit par prendre soin d'une mystérieuse fille aux pouvoirs télékinésiques nommée Hina qui est apparue inexplicablement dans son appartement. Une adaptation en anime par le studio Feel est diffusée au Japon entre le 6 avril et le 22 juin 2018.

## Synopsis
Yoshifumi Nitta est un jeune yakuza ambitieux faisant partie des Ashikawa-gumi (芦川組). Un beau jour où il se détendait dans son appartement, un mystérieux objet métallique en forme d'ovale tombe soudainement sur sa tête. Une jeune fille, nommée Hina, se trouvait à l'intérieur ; cette dernière possède des pouvoirs télékinésiques et oblige Nitta à s'occuper d'elle. Si d'un côté Nitta y voit une certaine utilité dans les pouvoirs d'Hina afin de régler ses affaires de yakuza, néanmoins celle-ci peut parfois en perdre le contrôle et détruire tout ce qui l'entoure…

## Personnages

### Personnages principaux
Hina (ヒナ)
Voix japonaise : Takako Tanaka
L'héroïne éponyme qui a des capacités surhumaines, qui comprennent la télékinésie et l'explosion. Elle pourrait provenir d'un autre monde ou d'une autre époque, et il est sous-entendu qu'elle a fait l'objet d'expériences ou qu'elle a été utilisée comme une arme. Elle paresse habituellement dans l'appartement de Nitta et dort à l'école. Elle est très difficile au sujet de la nourriture, même si elle manque manifestement d'un palais raffiné, et sa nourriture préférée est l’ikura (des œufs de saumon).
Yoshifumi Nitta (新田 義史, Nitta Yoshifumi)
Voix japonaise : Yoshiki Nakajima
Le protagoniste principal qui garde Hina dans son appartement et est quelque peu contrarié de son intrusion dans son style de vie de célibataire. Il est un yakuza de l'Ashikawa-gumi, où il grimpe rapidement dans les rangs grâce aux capacités de Hina et à ses propres prouesses dans l'administration. Après la mort de son père, il a acquis des compétences en cuisine et en entretien ménager pour prendre soin de sa mère et de sa petite sœur. Son passe-temps consiste à collecter des vases et des urnes rares en porcelaine (que Hina détruit souvent). Sa famille et ses collègues yakuza sont convaincus que Hina est sa fille d'une relation passée.

### Personnages secondaires
Hitomi Mishima (三嶋 瞳, Mishima Hitomi)
Voix japonaise : Kaede Hondo
La camarade de classe de Hina au collège, elle est une personne qui se laisse faire ayant du mal à dire non lorsqu'il s'agit d'aider les gens. Son attitude l'amène indirectement à usurper la position d'Utako en tant que barmaid dans son propre bar. Puis, à travers une série de coïncidences, elle se fait passer pour une adulte et devient plus tard un membre influent de la société ayant des liens avec les hommes d'affaires, les politiciens et les yakuza. Elle finit même par embaucher son propre père pour un travail de bureau dans sa compagnie, sans qu'il se rende compte qu'elle est sa fille.
Anzu (アンズ)
Voix japonaise : Rie Murakawa
Une autre surhumaine avec des pouvoirs télékinétiques comme Hina. Elle est d'abord envoyée pour tuer Hina, mais elle perd contre elle dans un concours de force et abandonne la mission. Incapable de retourner chez ses maîtres parce que l'appareil nécessaire pour le faire a été endommagé par inadvertance, elle rejoint un camp de sans-abris à Tokyo, mais elle est ensuite accueillie par un couple qui dirige un restaurant chinois et y apprend les secrets de la fabrication de rāmen.
Mao (マオ)
Voix japonaise : Ari Ozawa
Une autre esper avec des pouvoirs télékinésiques de la même organisation que Hina et Anzu. Après avoir été envoyée pour les récupérer tous les deux, elle atterrit accidentellement sur une île déserte et reste bloquée pendant des mois sans contact humain, créant des versions de marionnettes en bois de Hina et Anzu pour éviter de devenir folle. Finalement, elle parvient à construire un radeau et finit en Chine, où elle étudie le kung-fu tout en utilisant subtilement ses pouvoirs pour s'élever à la tête de l'école.
Utako (詩子)
Voix japonaise : Yōko Hikasa
La propriétaire et barmaid originale du bar Little Song. Elle oblige Hitomi à travailler pour elle après qu'elle est devenue très compétente en matière de bar, mais celle-ci devient rapidement inutile dans son propre bar comme ses clients préfèrent les boissons de Hitomi. Nitta était attiré par Utako, mais elle le rejette parce qu'elle le croit être un père célibataire divorcé, et ce dernier perd plus tard de l'intérêt pour elle en raison de sa personnalité égoïste.
Yoshihiko Ashikawa (芦川 良彦, Ashikawa Yoshihiko)
Voix japonaise : Hidekatsu Shibata
Il est le oyabun (親分, litt. « Parent ») des Ashikawa-gumi, c'est-à-dire le chef du clan de yakuza de Nitta. Il finit par se retirer de son poste en raison de son âge avancé et de sa mauvaise santé, mais conserve une grande partie de son influence. Il adore Hina agissant comme un grand-père, au point d'utiliser des ressources de yakuza pour l'assister dans des situations telles que les élections au poste de président du BDE, et encourage Nitta à s'intéresser plus activement dans son éducation.
Kiyoshi Baba (馬場 清, Baba Kiyoshi)
Voix japonaise : Tsuyoshi Koyama
Il est le waka-gashira (若頭, litt. « lieutenant »), il s'agit du numéro deux de la famille. Il considère Nitta comme un chouchou effronté, mais respecte ses récentes actions (avec Hina) pour le groupe qui sont des réussites.
Sabu (サブ)
Voix japonaise : Kengo Kawanishi
Le subalterne de Nitta dans son groupe de yakuza. Il se montre généralement un peu incompétent dans les tâches qui lui sont assignées, comme le recouvrement des dettes, forçant Nitta à gérer les affaires personnellement.

## Production et supports

### Manga
Un nouveau manga écrit et dessiné par Masao Ōtake, intitulé Hinamatsuri, est annoncé dans les 10e numéros du magazine de prépublication de manga d'Enterbrain Fellows!, parus le 15 avril 2010. Celui-ci est lancé dans le second 11e numéro du même magazine, sorti le 15 juin 2010,. En décembre 2012, Enterbrain annonce la réorganisation de son magazine Fellows! et son renommage en Harta. Le dernier chapitre est publié dans le 76e numéro du magazine, sorti le 15 juillet 2020,. Depuis le 15 juillet 2011, Kadokawa édite la série en version imprimée ; la série est composée de dix-neuf volumes tankōbon,.
En Amérique du Nord, la version anglaise du manga est publiée par la maison d'édition One Peace Books depuis septembre 2018.

#### Liste des volumes
| no | Japonais          | Japonais          |
| no | Date de sortie    | ISBN              |
| -- | ----------------- | ----------------- |
| 1  | 15 juillet 2011   | 978-4-04-727381-8 |
| 2  | 15 novembre 2011  | 978-4-04-727629-1 |
| 3  | 3 mars 2012       | 978-4-04-727878-3 |
| 4  | 15 décembre 2012  | 978-4-04-728603-0 |
| 5  | 13 juillet 2013   | 978-4-04-729003-7 |
| 6  | 3 mars 2014       | 978-4-04-729497-4 |
| 7  | 13 septembre 2014 | 978-4-04-729918-4 |
| 8  | 3 mars 2015       | 978-4-04-730270-9 |
| 9  | 14 septembre 2015 | 978-4-04-730616-5 |
| 10 | 3 mars 2016       | 978-4-04-730931-9 |
| 11 | 15 septembre 2016 | 978-4-04-734246-0 |
| 12 | 3 mars 2017       | 978-4-04-734422-8 |
| 13 | 15 septembre 2017 | 978-4-04-734628-4 |
| 14 | 15 mars 2018      | 978-4-04-734835-6 |
| 15 | 15 septembre 2018 | 978-4-04-735136-3 |
| 16 | 1er mars 2019     | 978-4-04-735356-5 |
| 17 | 14 septembre 2019 | 978-4-04-735622-1 |
| 18 | 15 avril 2020     | 978-4-04-736111-9 |
| 19 | 12 août 2020      | 978-4-04-736171-3 |

### Série télévisée d'animation
En septembre 2017, il a été annoncé que le manga recevait une adaptation en une série télévisée d'animation,,. La série est réalisée par Kei Oikawa au studio d'animation Feel avec Keiichirō Ōchi s'occupant des scripts, Katsura Matsubara en tant qu'assistant réalisateur, Kanetoshi Kamimoto y est à la fois le réalisateur en chef de l'animation et le character designer tandis que Yasuhiro Misawa compose la musique chez Nippon Columbia,,. Celle-ci est diffusée pour la première fois au Japon entre le 6 avril et le 22 juin 2018 sur AT-X, Tokyo MX et KBS Kyoto, et un peu plus tard sur TVA, BS11, SUN, TVQ,,. Douze épisodes composent la série d'animation, répartis dans six coffrets Blu-ray/DVD,. Crunchyroll détient les droits de diffusion en streaming de la série dans différents pays dont la France et les États-Unis,. Funimation, grâce à son partenariat avec Crunchyroll, diffuse parallèlement une version anglaise de la série.
Rie Murakawa interprète la chanson de l'opening de la série intitulée Distance tandis que celle de l'ending de la série, intitulée Sake to ikura to 893 to musume (鮭とイクラと893と娘), est chantée par Yoshiki Nakajima sous les traits de son personnage, Yoshifumi Nitta,.

#### Liste des épisodes
| No | Titre français                                    | Titre japonais                   | Titre japonais                                | Date de 1re diffusion |
| No | Titre français                                    | Kanji                            | Rōmaji                                        | Date de 1re diffusion |
| -- | ------------------------------------------------- | -------------------------------- | --------------------------------------------- | --------------------- |
| 1  | La fille esper entre en scène !                   | 超能力少女現る！                 | Chō-nōryoku shōjo arawaru!                    | 6 avril 2018          |
| 2  | Les duels d'espers, ça se passe comme ça !        | 超能力勝負はこうやんだよ！       | Chō-nōryoku shōbu wa kō yanda yo!             | 13 avril 2018         |
| 3  | Vie de SDF, initiation                            | ホームレス生活入門編             | Hōmuresu seikatsu nyūmon-hen                  | 20 avril 2018         |
| 4  | Rock'n'roll fever de l'expulsion                  | 勘当ロックンロールフィーバー     | Kandō rokku n rōru fībā                       | 27 avril 2018         |
| 5  | Mieux vaut réfléchir à trois que seul             | 三人集まれば文殊の知恵を打ち破れ | San-nin atsumareba monju no chie o uchiyabure | 4 mai 2018            |
| 6  | Le père de Nitta est un dandy                     | 新田さんの父親はダンディ         | Nitta-san no chichioya wa dandi               | 11 mai 2018           |
| 7  | Anzu devient serveuse mascotte                    | 看板娘アンズ始めました           | Kanbanmusume Anzu hajimemashita               | 18 mai 2018           |
| 8  | Et Hina ne change pas d'un poil                   | そしてヒナはいつも通り           | Soshite Hina wa itsumodōri                    | 25 mai 2018           |
| 9  | La vie est synonyme de survivalisme               | 人生はサバイバル                 | Jinsei wa sabaibaru                           | 1er juin 2018         |
| 10 | Comme le courant d'une rivière                    | 川の流れのように                 | Kawa no nagare no yōni                        | 8 juin 2018           |
| 11 | L'homme assoiffé de sang, de violence et d'argent | 血と暴力と金に餓えた男           | Chi to bōryoku to kane ni ueta otoko          | 15 juin 2018          |
| 12 | Le Festival de la neige                           | 雪まつり                         | Yuki matsuri                                  | 22 juin 2018          |

## Accueil
Hinamatsuri a été nommé pour le 52e Prix Seiun, dans la catégorie Manga en 2021,.